# Parrot虚拟机
Parrot虚拟机（英語：Parrot virtual machine），是一个可以运行多种编程语言的虚拟机。Parrot虚拟机主要被被设计应用在对动态语言的编译。Parrot是一个自由软件和开源软件，遵循Artistic License 2.0。

## 历史
Parrot名字的来自一个愚人节的玩笑。2001年愚人节，歐萊禮张贴了一则新闻，宣布一个名叫Parrot的编程语言整合了Perl和Python。后来这个名字被正式用在一个由Perl开发者发起的计划，旨在创造一个能够支持Perl 6和其他编程语言的虚拟机环境。